# Lomanoxia costulata
Lomanoxia costulata är en skalbaggsart som beskrevs av Edgar von Harold 1867. Lomanoxia costulata ingår i släktet Lomanoxia och familjen Aphodiidae. Inga underarter finns listade i Catalogue of Life.